# Maurizio Zamparini
Maurizio Zamparini (Bagnaria Arsa, 9 giugno 1941 – Cotignola, 1º febbraio 2022) è stato un imprenditore e dirigente sportivo italiano.

## Biografia
Sposatosi due volte, ha avuto cinque figli; l'ultimogenito, Armando, è morto il 2 ottobre 2021 all'età di 23 anni a Londra, dove si trovava per lavoro.
Il 24 dicembre 2021 Maurizio Zamparini è stato operato d'urgenza all'Ospedale Santa Maria della Misericordia di Udine per una forma di peritonite che lo aveva colpito nei giorni precedenti. Ricoverato all'ospedale di Cotignola, in provincia di Ravenna, a seguito dell'aggravarsi delle sue condizioni di salute, muore il 1º febbraio 2022, all'età di 80 anni.

## Carriera

### Imprese
È stato un imprenditore in settori diversificati, ma la sua attività principale fu la gestione delle risorse finanziarie acquisite in seguito alla vendita, alla francese Conforama, della catena commerciale Mercatone Zeta, fondata da Zamparini stesso (le iniziali del nome della società, MZ, sono anche le iniziali del nome del proprietario). MZ fonda o acquista aziende, che avvia alla grande distribuzione per poi venderle. Dal 1972 al 2001, infatti, ha gestito venti centri commerciali, poi venduti nel 2001 stesso per circa 1000 miliardi di lire italiane.
Fu proprietario in Sicilia di alcuni centri commerciali e a novembre 2009 sono iniziati i lavori per farne sorgere un altro a Palermo, dopo la "concessione edilizia" rilasciata nel luglio 2009. Conca d'oro, questo il nome del centro già soprannominato Zampacenter, sorge a Fondo Raffo, vicino alla Via Lanza di Scalea, terreno acquistato nel marzo del 2009. L'iniziale apertura era prevista per settembre 2011, quindi l'inaugurazione è stata il 14 marzo 2012.
Nel 2017 una sua società, la Monte Mare Grado Srl, risultó al primo posto nella classifica dei debitori insolventi della Banca Popolare di Vicenza. Dei circa 589 milioni di euro che non sono mai rientrati, 57 milioni riguardano l'imprenditore friulano per il progetto turistico (residence, alberghi, terme) "Monte Mare Grado", sfumato nel 2013. Gli enti locali - si era difeso Zamparini - avrebbero ritardato l'iter del progetto, danneggiando gli investitori.

### Nel mondo del calcio
Da giovane fu calciatore: cresciuto nel ruolo di attaccante nel Sevegliano, a 17 anni giocava nel ruolo di mezzala nella Trevigiana, in Prima Categoria. Si ritirò dal calcio giocato a 20 anni, dopo aver raggiunto l'Interregionale.

#### Pordenone e Venezia
Il primo club di calcio di proprietà di Zamparini fu, tra il 1986 ed il 1987, il Pordenone Calcio (in quegli anni in Serie C2), ceduto per acquisire le quote azionarie del Venezia Calcio, di cui era già sponsor, rilevandone la maggioranza da Luciano Mazzuccato, imprenditore del vetro muranese. Nel luglio del 1987 l'imprenditore decise di fondere il Venezia con l'altra importante squadra del comune, il Mestre, anch'essa appena acquisita da Zamparini e militante in Serie C2, e di tentare la scalata alle categorie superiori. Della fusione tra le due società, intanto, approfitta il Palermo (club di cui l'imprenditore friulano diverrà proprietario in seguito) che, escluso dai campionati la stagione precedente in quanto fallito nel settembre 1986, viene rifondato nel gennaio 1987 ed iscritto al campionato di Serie C2 1987-1988, occupando il posto libero lasciato dal Mestre. In quattro anni il Venezia di Zamparini (nei primi due anni di proprietà in Serie C2 e Serie C1 come VeneziaMestre) conquistò la serie cadetta e riuscì in un decennio a guadagnare la Serie A con Walter Novellino in panchina. Il primo allenatore del Venezia di Zamparini fu Ferruccio Mazzola, figlio e fratello minore, rispettivamente, dei più famosi Valentino e Sandro. Zamparini tentò di dotare la squadra lagunare di un moderno stadio che sostituisse lo storico impianto Pier Luigi Penzo, dichiarandosi disposto a farlo realizzare anche a proprie spese a patto che fosse accompagnato da un centro commerciale, ma l'iter non si concretizzò.

#### Palermo
Successivamente Zamparini lasciò il Venezia e il 21 luglio 2002 rilevò, da Franco Sensi, il pacchetto azionario di maggioranza del Palermo per 15 milioni di euro da versare in tre anni, anche se di un suo probabile arrivo se n'era parlato tempo prima. Nella circostanza arrivarono a Palermo l'allenatore del Venezia Ezio Glerean e alcuni giocatori. Con la squadra rosanero, in cui assume nel mese di gennaio del 2004 Francesco Guidolin come allenatore, ottiene la promozione in Serie A e in quell'occasione gli viene concessa la cittadinanza onoraria di Palermo per aver riportato la squadra dapprima in massima serie dopo 31 anni di assenza e poi nelle coppe europee; con il tecnico veneto (che in un'intervista ha dichiarato che: "Zamparini è tra i migliori presidenti al mondo"), nel 2005, nel 2006 e nel 2007 si qualifica alla Coppa UEFA, che dalla stagione 2009-2010 si chiama UEFA Europa League.
Dopo tre anni di assenza, i rosanero ritornano nelle coppe europee sotto la guida dell'allenatore Delio Rossi, nel 2010 e nel 2011; in quest'ultimo anno la società riesce anche ad arrivare in finale in Coppa Italia, venendo poi sconfitta dall'Inter per 1-3 nel maggio del 2011, sul campo dello Stadio Olimpico di Roma.
Anche a Palermo Zamparini avrebbe voluto costruire un nuovo stadio, definendo tale operazione "necessaria". L'amministrazione comunale del capoluogo siciliano, all'epoca guidata dal sindaco Diego Cammarata, avrebbe desiderato far realizzare la struttura alla Bandita (una borgata di Palermo), mentre Zamparini avrebbe voluto costruirlo al posto del Velodromo Paolo Borsellino, utilizzato soltanto per qualche concerto occasionale e per qualche partita della Primavera rosanero. L'investimento sarebbe stato pari a circa 300-400 milioni di euro. Il primo passo ufficiale in questo senso è stato fatto il 3 dicembre 2009, quando la società rosanero, principalmente nella persona di Zamparini, ha illustrato il progetto per la realizzazione del nuovo stadio della squadra al Comune di Palermo.
Il 18 settembre 2009 è stato eletto Consigliere Federale nel corso dell'Assemblea Generale Straordinaria della Lega Nazionale Professionisti.
Al termine della stagione 2008-2009 del Palermo sotto la sua gestione, da un'indagine portata avanti dal quotidiano economico Il Sole 24 Ore, risulta che al 30 giugno 2009 la società rosanero è quella con il miglior bilancio dell'intera Serie A: ciò è dovuto soprattutto alle corpose plusvalenze fatte registrare per la vendita di calciatori che avevano iniziato a giocare a Palermo quando erano poco conosciuti per poi essere ceduti dopo essere stati notevolmente valorizzati; non a caso il Palermo dell'era Zamparini è stato definito una «fabbrica di campioni».
Il 1º luglio 2010 è stato eletto Consigliere della Lega Nazionale Professionisti Serie A appena formatasi.
Dopo aver lamentato alcuni presunti torti arbitrali nella stagione 2010-2011, l'11 novembre 2010, a seguito della sconfitta sul campo del Milan per 3-1 all'undicesima giornata, Zamparini ha maturato la decisione di abbandonare il calcio mettendo in vendita la società.
Il 28 febbraio esonera Delio Rossi dopo la pesante sconfitta casalinga per 7-0 contro l'Udinese e lo sostituisce con Serse Cosmi, ma dopo 4 partite caratterizzate da una vittoria (proprio contro il Milan al Barbera) e tre sconfitte (una di esse nel derby in trasferta contro il Catania per 4-0) solleva dall'incarico Cosmi e richiama Rossi. Con una parte della tifoseria contraria per la decisione di cambiare direzione tecnica, il 2 marzo lo stesso Presidente scrive una lettera aperta ai tifosi del Palermo, in cui, fra tanti argomenti presi, coglie l'occasione di ricordare le cifre economiche che hanno coinvolto la sua gestione: Zamparini comunica che da quando è alla presidenza della società ha speso 84.100.000 di euro (di cui 21.650.000 di euro sono capitale proprio) e che ogni anno le uscite sono di dieci milioni di euro superiori alle entrate, soprattutto per via degli stipendi di giocatori e staff tecnico, visto che comunque varie ed importanti plusvalenze sono state accertate.
Il 27 settembre 2012 accoglie Pietro Lo Monaco come amministratore delegato del Palermo cedendogli il 10% delle azioni societarie. Il 30 novembre successivo viene ufficializzata una collaborazione fra la Triestina e il Palermo con effetto immediato e fino alla stagione 2014-2015; l'accordo avrebbe previsto la messa a disposizione di risorse in termini di elementi funzionali al progetto, in particolare gli elementi della formazione Primavera, con l'obiettivo di ottenere l'accesso ai campionati professionistici nel breve periodo e il successivo ingresso di Zamparini stesso nella società alabardata seguito di un periodo di affiancamento; a inizio 2014 questa prospettiva è poi tramontata. Il 12 maggio 2013 il Palermo, dopo nove anni di fila e 5 partecipazioni alle Coppe europee, retrocede aritmeticamente in Serie B con un turno di anticipo, dopo la sconfitta in trasferta contro la Fiorentina, a conclusione di una stagione caratterizzata da quattro cambi di allenatore. Dopo un anno la squadra torna in Serie A vincendo il campionato con cinque giornate d'anticipo e conquistando la sua prima Coppa Ali della Vittoria (coppa inaugurata tra il 2006 e il 2007).
Il 24 luglio 2014 Zamparini torna ad essere un Consigliere della Lega Serie A dopo essere stato eletto.
Dal 2004 al 2006 è stato un finanziatore dell'Ajello, squadra di Seconda Categoria del paese friulano in cui risiede, e successivamente anche del Fidene Football Club, squadra romana che al termine della stagione 2009-2010 ha ottenuto la promozione in Serie D.
Il 27 febbraio 2017 rassegna le proprie dimissioni da Presidente del Palermo e il 6 marzo seguente annuncia Paul Baccaglini come suo successore, che completerà l'iter burocratico ad aprile dello stesso anno prima con l'acquisto del 100% delle quote azionarie (entro giorno 19) e dunque il closing della trattativa entro il 30 del mese.
Alla fine del campionato 2016-2017 il club rosanero, dopo tre stagioni in massima serie, retrocede matematicamente di nuovo in Serie B, dopo il pareggio contro il Chievo Verona. Anche nel corso di quest'annata il patron friulano, in seguito alle dimissioni di Davide Ballardini dalla guida tecnica della squadra per incomprensioni sulle scelte di mercato, cambia vari allenatori: prima Roberto De Zerbi (esonerato per il record negativo della società), poi Eugenio Corini (ex calciatore clivense e rosanero) e poi Diego Luis López (subentrato dopo le dimissioni di Corini); subentra infine Diego Bortoluzzi (vice allenatore del club siciliano ai tempi di Guidolin), che sostituisce l'esonerato López, scelto però durante la presidenza Baccaglini.
L'8 novembre dello stesso anno, durante il campionato di B, viene eletto, attraverso il Cda, Giovanni Giammarva come nuovo presidente della società e successivamente Zamparini ritorna ad essere solamente il proprietario come 8 mesi prima. Si dimette dalla carica di Consigliere Delegato il 3 maggio 2018.
Il 30 novembre dello stesso anno viene sottoscritto davanti al notaio il passaggio di proprietà del 100% del Palermo Calcio alla Sport Capital Investments Ltd, una società londinese, al prezzo simbolico di € 10, con impegno al pagamento a saldo del credito residuo del Palermo di € 22.800.000, e il giorno seguente Zamparini si congeda dai tifosi rosanero con una lettera pubblicata sul sito della società.
Nella storia del Palermo, Zamparini è sia il presidente che il proprietario rimasto per più tempo in assoluto in tali ruoli (quasi 15 anni di presidenza, dal 21 luglio 2002 al 27 febbraio 2017, e 16 anni di proprietà, dal 21 luglio 2002 al 1º dicembre 2018). 
Nel 2019 è stato posto agli arresti domiciliari per l'accusa di falso in bilancio e autoriciclaggio. e nell'anno successivo è stato rinviato a giudizio.

#### L'inibizione
Il 9 giugno 2010, giorno del suo sessantanovesimo compleanno, la Commissione Disciplinare della FIGC ha sanzionato Zamparini con un'inibizione di sei mesi. I fatti contestatigli risalgono al periodo 2003-2006, durante il quale la società rosanero ha beneficiato degli ammortamenti derivanti da presunte plusvalenze fittizie nell'ambito del trasferimento di calciatori soprattutto con la Roma per i cartellini di Franco Brienza e Davide Bombardini (valutati 11 milioni di euro ciascuno) avvenuti però nel periodo 2001-2002. In realtà Zamparini ha iniziato a presiedere il Palermo a partire dall'estate 2002, quindi ciò che gli viene contestata è l'approvazione del bilancio della società ereditata da Franco Sensi, all'epoca presidente di entrambe le squadre coinvolte.
Questa condanna impedisce al Presidente del Palermo di firmare atti ufficiali e partecipare alle riunioni di Lega, di cui è Consigliere. Il 13 luglio 2010 la sanzione gli viene annullata.
Sempre a giugno Zamparini viene sanzionato dalla Commissione Disciplinare con una multa per una irregolarità nel trasferimento di Amauri dal Palermo alla Juventus avvenuto nel 2008.

#### Gli esoneri degli allenatori
È diventato noto nell'ambiente calcistico per essere stato un presidente "mangia-allenatori", in quanto nella sua carriera ha esonerato moltissime volte l'allenatore delle proprie squadre. L'ultimo esonero in ordine cronologico è stato quello di Bruno Tedino, il 28 aprile 2018, che lo ha portato, tra Venezia e Palermo, ad un totale di 66 allenatori avvicendati in 32 anni di calcio.
Proprio nell'ambito degli esoneri, Zamparini è detentore di alcuni primati: è infatti l'unico presidente ad aver sollevato dall'incarico in Serie A, nella stessa stagione calcistica (2015-2016), 2 allenatori all'indomani di una vittoria in campionato, fatto più unico che raro (Giuseppe Iachini dopo Palermo-Chievo 1-0 della dodicesima giornata e Davide Ballardini dopo Verona-Palermo 0-1 della diciannovesima giornata).
Sempre nella stagione calcistica 2015-2016, è entrato nella storia per aver effettuato 8 cambi in panchina, con ben 7 esoneri di allenatori (Giuseppe Iachini, Davide Ballardini, Fabio Viviani, Giovanni Bosi, Giovanni Tedesco assieme a Guillermo Barros Schelotto, di nuovo Giovanni Bosi, di nuovo Giuseppe Iachini, Walter Novellino e infine di nuovo Davide Ballardini); nessun altro presidente ha mai compiuto così tanti esoneri in una sola annata da quando esiste la Serie A a girone unico.

### Politica
Il 13 novembre 2011 ha presentato a Roma il Movimento per la gente. Grazie a questo movimento ha creato anche delle liste civiche in vista delle elezioni regionali dell'ottobre 2012, con un programma elettorale basato sul rilancio dell'economia siciliana.
Il 21 novembre 2019 si suicida l'ex capo del Gip di Palermo Cesare Vincenti, che da giugno risultava indagato a Caltanissetta per corruzione e rivelazione di notizie segrete, nell'ambito di un'inchiesta volta ad accertare se Zamparini avesse appreso in anticipo da una talpa in Procura la notizia di una richiesta di custodia cautelare pendente nei suoi confronti.